# Mimi Falsen
Marie "Mimi" Bolette Wilhelmine Falsen (Bergen, 29 de mayo de 1861 – Bærum, 29 de enero de 1957) fue una pintora noruega. 

## Trayectoria
Falsen asistió a la Academia Colarossi y a la Academia Bouve, ambas en París. También estudió con los artistas Richard Bergh y Anders Zorn en Estocolmo, Suecia; y con Niels Skovgaard y Viggo Pedersen en Copenhague, Dinamarca. Regresó a Noruega en 1905. A menudo participaba exponiendo en la Sociedad Artística de Oslo, el Høstutstillingen (Exposición Anual de Arte Estatal, en Kristiania) y el Charlottenborgutstillingen (Exposición de Primavera de Charlottenborg).
Falsen exhibió su trabajo en el Palacio de Bellas Artes en la Exposición Mundial Colombina de 1893 en Chicago, Illinois. En 1905, fundó la Malerinneforbundet (Federación de Pintura) y, en 1928, la federación Bildende Kunstnerins.
Murió el 29 de enero de 1957 en Bærum.